# Barbara Zápolya
Barbara Zápolya (ur. 11 lutego 1490 lub 1494–6, zm. 2 października 1515 w Krakowie) – córka węgierskiego magnata i cieszyńskiej Piastówny, polska królowa i wielka księżna litewska w latach 1512–1515 jako pierwsza żona Zygmunta Starego.
Była pierwszą monarchinią koronowaną po 58-letniej przerwie od ostatniej koronacji Elżbiety Rakuszanki, drugą po Elżbiecie z Pilczy polską królową, która nie pochodziła z rodu panującego oraz trzecią, po świętych Kindze i Jadwidze, Węgierką na krakowskim tronie, zmarłą w opinii świętości. Była również ostatnią tak blisko spokrewnioną z Piastami królową polską.
Małżeństwo Barbary i Zygmunta I miało umocnić związek Jagiellonów z Zápolyami, przywódcami stronnictwa narodowego na Węgrzech i przeciwnikami Habsburgów. Zmarła zaledwie po 3 latach panowania skromna, pobożna i wrażliwa Barbara została szybko zapomniana i zdominowana przez piękną, ambitną i despotyczną Bonę, która zajęła jej miejsce u boku Zygmunta I.
Według świadectwa Decjusza pomnikiem ku czci pamięci królowej Barbary stała się kaplica Zygmuntowska na Wawelu. Z królową Barbarą związana jest nie tylko idea budowy mauzoleum Jagiellonów, perły renesansu na północ od Alp, ale również znaczna część symbolicznych i alegorycznych przedstawień programu ikonograficznego wystroju kaplicy.

## Pochodzenie
Przyszła polska królowa była córką pana na Trenczynie, hrabiego spiskiego, wojewody siedmiogrodzkiego Stefana Zápolyi i Jadwigi cieszyńskiej. Po mieczu wywodziła się z rodu rycerskiego, prawdopodobnie pochodzenia chorwackiego, który na przełomie XV i XVI wieku zdobył wielkie wpływy i ogromne majątki w Królestwie Węgier. Po kądzieli Barbara wywodziła się z cieszyńskiej i mazowieckiej linii Piastów – jej dziadkiem macierzystym był Przemysław II cieszyński, a babką Anna, córka księcia warszawskiego Bolesława IV.

### Data urodzenia
Dokładna data urodzenia Barbary Zápolyi nie została odnotowana w źródłach. Data dzienna jest możliwa do ustalenia dzięki horoskopom z 1504 r. i 1512 r., które określają dzień narodzin Barbary na 11 lutego. Datę roczną można rekonstruować na podstawie danych pośrednich, określających wiek królowej w chwili zgonu, jednak są to źródła powstałe co najmniej kilkanaście lat po śmierci Barbary. Według jednego z przekazów węgierskich królowa Barbara zmarła w wieku 20 lat, natomiast według polskiego Rocznika Naropińskiego umierając liczyła sobie 25 lat.
Zygmunt Wdowiszewski z dwóch dat – 1490 i 1495 – za bardziej prawdopodobną uznał datę późniejszą, zapisaną w dokumencie wystawionym na Węgrzech, czyli w kraju pochodzenia królowej. Rok 1495 jest obecnie najpowszechniej przyjmowany przez historyków. Ostrożniejsze określenie czasu narodzin Barbary Zápolyi na okres 1494–1495 podtrzymuje Mária Rekettyés. Najpóźniejszą możliwą datą narodzin Barbary jest zaproponowany przez Stanisława Srokę okres pierwszego półrocza 1496 r.

## Wychowanie
W Boże Narodzenie 1499 roku Barbara straciła ojca, potężnego przywódcę antyhabsburskiego stronnictwa magnaterii węgierskiej i nad jej wychowaniem czuwała odtąd jedynie matka Jadwiga Piastówna. Matka kładła nacisk na daleko posuniętą pobożność, co miało wpływ na formację etyczną i na ukształtowanie się głębokiej religijności jej córki.
Brak jest wiadomości o odebranym przez Barbarę wykształceniu. Musiała posiadać znajomość języków węgierskiego i niemieckiego. Była również piśmienna. Nie jest pewne, czy przed przyjazdem do Polski córka śląskiej Piastówny znała język polski w mowie i w piśmie. Bolesław Przybyszewski wysunął przypuszczenie, że matka Barbary, cieszyńska Piastówna, mogła zapoznać swoje dzieci z podstawami języka i tradycji polskich. Co najmniej dobra znajomość miejscowego dialektu słowackiego u wychowanej w Trenczynie Barbary przyczyniła się do wygłoszenia na jej powitanie jednej z najstarszych zachowanych mów w języku polskim.

## Plany małżeńskie

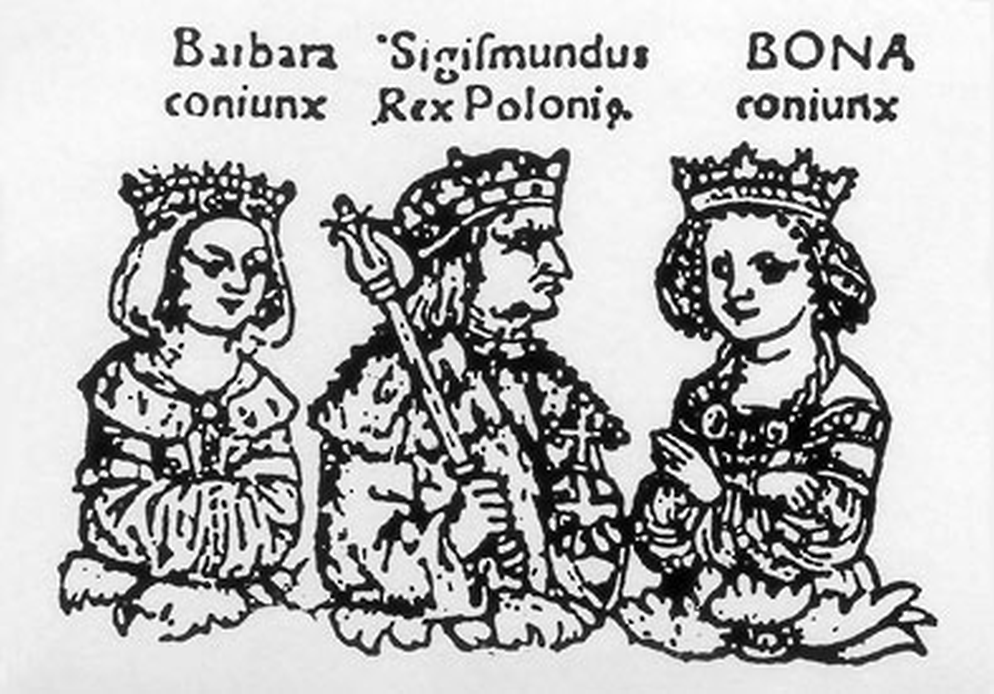
Barbara Zapolya z mężem Zygmuntem I i jego drugą żoną Boną Sforzą (drzewo genealogiczne Jagiellonów w De vetustatibus Polonorum)

W latach 1502–1505 gościem w trenczyńskim zamku, gdzie wychowywała się Barbara, bywał królewicz polski Zygmunt, lennik swojego najstarszego brata Władysława, króla Węgier. Niektórzy historycy przypuszczają, że już około roku 1505 rodzina Zapolyów mogła czynić wstępne starania o doprowadzenie do prestiżowego dla nich małżeństwa najmłodszego, niezamożnego królewicza z młodziutką Barbarą, której ojciec posiadał 72 zamki i miasta oraz czerpał wpływy z siedmiogrodzkich kopalń. Mariaż z magnacką jedynaczką byłby wyjątkowo korzystny dla królewicza bez apanaży, jednak w roku 1506 Zygmunt niespodziewanie został królem Polski po śmierci brata Aleksandra i osoba pochodzącej z niedynastycznej rodziny Barbary nie wydawała się już dobrą partią dla monarchy.
Od 1509 senatorowie naciskali na bezżennego Zygmunta, który miał już ponad 40 lat, aby zawarł związek małżeński. Wśród kandydatek na polską królową wymieniano m.in. księżniczkę meklemburską i księżniczkę mantuańską. Zygmunt zdecydował się na wybór takiej żony, której koneksje pozwolą na osłabienie zagrażającej interesom Jagiellonów sieci sojuszy cesarza Maksymiliana I. W roku 1511 Barbara Zápolya, córka i siostra wpływowych przywódców antyhabsburskiego stronnictwa na Węgrzech, została oficjalnie zaproponowana jako węgierska kandydatka na żonę Zygmunta I przez jego brata Władysława. Wcześniej jednak to Zygmunt I, uzasadniając swój zamiar chęcią pokrzyżowania planów habsburskich i wzmocnienia pozycji Jagiellonów na Węgrzech, poprosił Władysława o zgodę na małżeństwo z jego poddaną i uzyskał ją już 25 stycznia 1511. Ponieważ Zygmunt po śmierci brata ubiegał się o węgierski tron, przypuszczalnie chciał nie tylko zaszachować cesarza i utwierdzić władzę Władysława na Węgrzech poprzez związanie go powinowactwem z przywódcą partii narodowej, ale również zyskać sojusznika na wypadek podjęcia własnych starań o koronę św. Stefana dla siebie lub dla syna zrodzonego z Węgierki.
Po zakończeniu wstępnych rokowań małżeńskich króla Polski z Zápolyami, Władysław jawnie odegrał rolę swata i wysłał do brata węgierskich posłów. Do Krakowa udali się archiprezbiter budziński Mihály Hammel (Hanel) i spokrewniony z Barbarą książę cieszyński Kazimierz. Rokowania rozpoczęły się w październiku 1511 r. i zakończyły pomyślnie. Zaręczyny odbyły się 2 grudnia 1511 r. W celu sfinalizowania układów małżeńskich w styczniu 1512 r. wyruszyli do Trenczyna posłowie króla polskiego w osobach biskupa poznańskiego Jana Lubrańskiego i kasztelana poznańskiego Łukasza Górki oraz kasztelana sandomierskiego Krzysztofa Szydłowieckiego.

## Panowanie

### Zaślubiny i koronacja
Ślub i koronacja nastąpiły w Krakowie w niedzielę 8 lutego 1512 roku.

### Tytulatura
W korespondencji królewskiej z okresu przedślubnego i w upoważnieniu zaręczynowym wydanym przez Zygmunta I oraz w epitalamiach sławiących królewski mariaż Barbara nazywana była nobilissima lub ilustrissima princeps i określana jako córka hrabiego spiskiego oraz palatyna Królestwa Węgier. Podkreślano również pochodzenie królowej po kądzieli jako córki księżniczki cieszyńskiej.
Po ślubie Barbarę Zápolyę tytułowano królową Polski i w dokumentach występowała najczęściej jako Barbara regina lub  Barbara regina Poloniae. Rzadko używano dodatkowych określeń, nazywając monarchinię Barbarą Węgierką (Barbara Hungara) lub z familii trenczyńskiej.

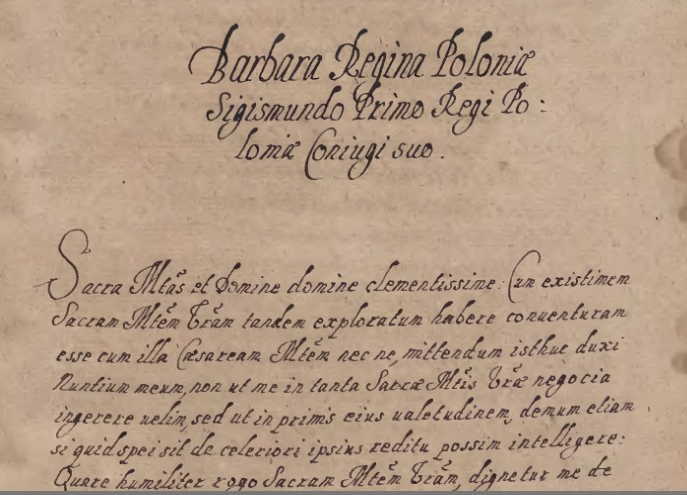
List wysłany przez królową Barbarę do męża w maju 1515 r. (odpis oryginału zachowany w Acta Tomiciana)

### Posag i oprawa
Wysokość posagu Barbary ustalono na 100 tys. czerwonych złotych, co czyniło go jednym z najwyższych posagów polskich królowych. Był on porównywalny z uposażeniem niektórych przedstawicielek rodziny cesarskiej.
Dokumentem wydanym 10 lutego 1511 r. Zygmunt I zabezpieczył posag żony na sumę 200 tys. florenów węgierskich, nadając jej dobra ziemskie stanowiące tradycyjne kompleksy oprawne polskich królowych. Zapisy oprawne królowej Barbary obejmowały Nowe Miasto Korczyn, Wiślicę, Żarnowiec, Radom, Jedlnię, Kozienice, Stężycę, Łęczycę, Chęciny, Radoszyce, Przedecz i Kłodawę. Królowa otrzymała również dochody z ceł w Koninie, Pyzdrach, Inowrocławiu, Radziejowie i Słońsku. Dodatkowo, ponieważ niektóre dobra oprawne polskich królowych należały do uposażenia niezamężnej jeszcze królewny Elżbiety, król Zygmunt zapisał żonie Biecz i Sochaczew oraz roczny dochód z żup wielickich w wysokości 200 florenów węgierskich. Zasadniczo zapis oprawny Barbary Zápolyi został zabezpieczony na tych samych kompleksach dóbr, co zapis oprawny jej teściowej Elżbiety Rakuszanki, przy czym największą część kwoty zabezpieczenia zapisano na starostwie radomskim.
Dokumentem wydanym 19 lutego 1511 r. królowa Barbara, zgodnie ze zobowiązaniem uczynionym 13 stycznia w Trenczynie przed wyruszeniem do Polski, zrzekła się na rzecz matki i rodzeństwa wszelkich praw do dóbr Zápolyów na Węgrzech.
W marcu tego samego roku wraz z mężem wyjechała do Poznania (tu 15 marca urodziła się córka Jadwiga), a następnie w maju 1513 na Litwę. Barbara pozostawała sama w Wilnie, podczas gdy Zygmunt brał udział w wojnie z Moskwą. 4 lutego 1515 wspólnie powrócili na Wawel. 1 lipca 1515 Barbara urodziła drugą córkę Annę.

## Choroba i zgon

### Stan zdrowia
Po drugim porodzie królowa ciężko zaniemogła. Zajmował się nią głównie przyboczny lekarz króla Zygmunta I, wykształcony w Bolonii Leonard Pieczychowski. Mimo starań medyka królowa nie powracała do zdrowia. Była obłożnie chora od początków lipca aż do końca września 1515 r. Cierpiała na częste i bolesne ataki, które nazywano wówczas paroksyzmami. Pod koniec września 1515 r. nastąpiło wyraźne polepszenie się stanu królowej mimo powtarzających się nadal zwykłych paroksyzmów, ale 30 września w godzinach wieczornych królowa doznała ciężkich ataków, które świadek jej cierpień, kanclerz Andrzej Krzycki, określił w swojej korespondencji jako apopleksję.

### Śmierć
Wśród boleści i niewypowiedzianej agonii królowa zmarła na rękach Krzyckiego, w obecności rozpaczającego męża, 2 października 1515 r. o świcie.
Według zgodnego świadectwa źródeł po zgonie Barbary Zápolyi, która odznaczała się pobożnością, miłosierdziem, pokorą i którą uważano niemal za świętą, żal w kraju był powszechny.

### Przyczyna zgonu
Barbara Zápolya zmarła trzy miesiące po porodzie. Nagłe polepszenie się jej stanu pod koniec września okazało się jedynie chwilowe i nastąpiło po nim gwałtowne pogorszenie stanu zdrowia, połączone z nasilonymi atakami drgawek. Objawy wskazują na wysokie prawdopodobieństwo wystąpienia zakażenia okołoporodowego. Ponadto jako powód choroby i śmierci królowej współcześni uznawali niewłaściwą opiekę lekarską. Dużą rolę w pogorszeniu się stanu monarchini po porodzie mógł odegrać stres związany z długą rozłąką z mężem, który wyjechał z Krakowa na początku marca, a powrócił do stolicy dopiero pod koniec sierpnia. Ponadto w mieście odnotowano w tym okresie wzmożoną zapadalność mieszkańców stolicy na nieznane bliżej choroby zakaźne – przykre ziemi wyziewy zrodziły w Krakowie zaraźliwe choroby.
Inga Platowska-Sapetowa wysunęła hipotezę, że możliwą przyczyną śmierci królowej Barbary było pozostawienie w jej organizmie fragmentu tkanki łożyskowej. Spowodowało to nasilające się zmiany chorobowe, które doprowadziły do zgonu młodej kobiety w wyniku postępującego procesu zapalnego dróg rodnych, z którego zahamowaniem ówczesna medycyna nie była sobie w stanie poradzić.

## Pochówek

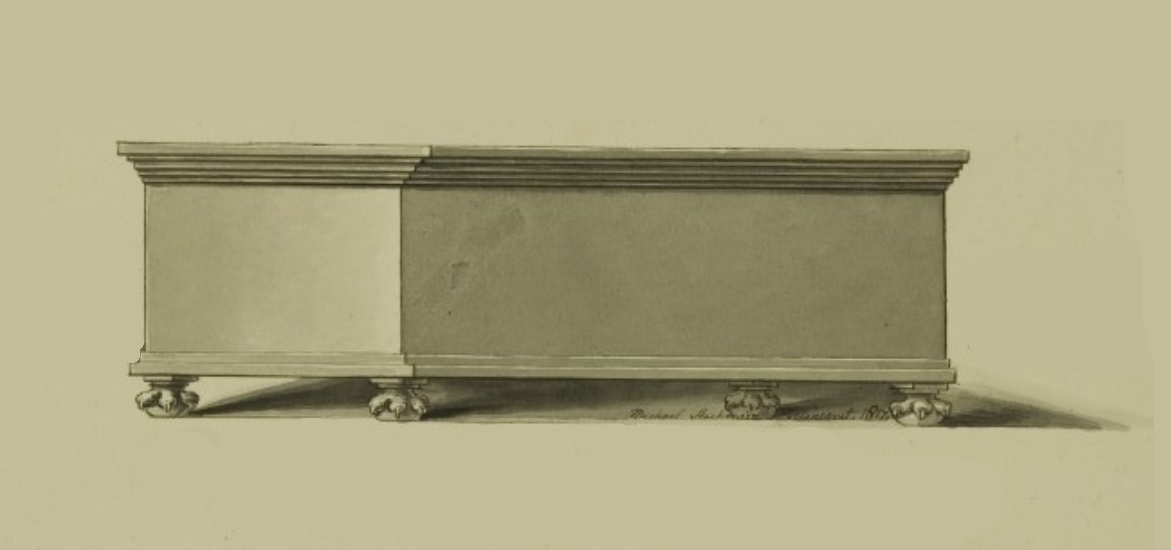
Sarkofag królowej Barbary w katedrze na Wawelu

Królowa została pochowana 18 października 1515 w katedrze wawelskiej w kaplicy Wniebowstąpienia Najświętszej Marii Panny. Na pogrzeb przybyła jej matka Jadwiga z synami.
Zwłoki królowej prawdopodobnie spoczywały w kaplicy jedynie do roku 1517, gdy zaczęto burzyć stare mury i wznosić fundamenty nowej kaplicy grobowej. Na czas budowy trumnę z ciałem Barbary przeniesiono tymczasowo w nieznane bliżej miejsce.
Dopiero 13 czerwca 1533 odbył się powtórny pogrzeb monarchini. Pierwotnie Barbara miała być pochowana we wspólnym sarkofagu wraz z mężem, jednak jej szczątki złożono w innym sarkofagu wraz z ciałem zmarłej w międzyczasie córeczki Anny. Prosty sarkofag zawierający szczątki matki i 5-letniej córki umieszczono w podziemiach kaplicy Zygmuntowskiej.
Pierwszej restauracji sarkofagu królowej Barbary dokonano w roku 1632 z inicjatywy i na koszt Zygmunta III, wnuka Zygmunta Starego. Druga konserwacja zniszczonego sarkofagu Barbary Zápolyi miała miejsce w roku 1840. Odrestaurowano go na koszt cesarza Ferdynanda I. Kolejnej restauracji sarkofagu, połączonej ze zbadaniem i zinwentaryzowaniem jego zawartości, dokonano w roku 1874.

### Eksploracja grobu
Pochówek Barbary został w nieznanych okolicznościach zdewastowany. Po otwarciu sarkofagu w roku 1874 odnotowano częściowo zniszczoną, zewnętrzną trumnę metalową, wykonaną z cyny, która były napełniona pomieszanymi kośćmi ludzkimi oraz gruzem i cegłami. Na odwróconym wieku wewnętrznej, drewnianej trumny znaleziono czaszkę i kości oraz elementy wyposażenia grobowego z pochówku królowej. Barbarę Zápolyę pochowano w szatach z aksamitu i atłasu, których zbutwiałe fragmenty dość dobrze się zachowały. Znaleziono również tekstylny chwost. Na włosach królowa nosiła jedwabny czepiec siatkowy w kolorze szarym.

## Genealogia
| Władysław Zápolya ur. ? zm. przed 16 lipca 1463 | Władysław Zápolya ur. ? zm. przed 16 lipca 1463 |                                     |                                     | Dorota ur. ? zm. ? | Dorota ur. ? zm. ? |  |  | Przemysław II cieszyński ur. ok. 1420 zm. 18 III 1477 | Przemysław II cieszyński ur. ok. 1420 zm. 18 III 1477 |                                                 |                                                 | Anna mazowiecka ur. ok. 1450 zm. 19 XI 1477/14 IX 1480 | Anna mazowiecka ur. ok. 1450 zm. 19 XI 1477/14 IX 1480 |
|                                                 |                                                 |                                     |                                     |                    |                    |  |  |                                                       |                                                       |                                                 |                                                 |                                                        |                                                        |
|                                                 |                                                 |                                     |                                     |                    |                    |  |  |                                                       |                                                       |                                                 |                                                 |                                                        |                                                        |
|                                                 |                                                 | Stefan Zápolya ur. ? zm. 25 XI 1499 | Stefan Zápolya ur. ? zm. 25 XI 1499 |                    |                    |  |  |                                                       |                                                       | Jadwiga cieszyńska ur. 1469/1472 zm. 16 IV 1521 | Jadwiga cieszyńska ur. 1469/1472 zm. 16 IV 1521 |                                                        |                                                        |
|                                                 |                                                 |                                     |                                     |                    |                    |  |  |                                                       |                                                       |                                                 |                                                 |                                                        |                                                        |
|                                                 |                                                 |                                     |                                     |                    |                    |  |  |                                                       |                                                       |                                                 |                                                 |                                                        |                                                        |
|                                                 |                                                 |                                     |                                     |                    |                    |  |  |                                                       |                                                       |                                                 |                                                 |                                                        |                                                        |

|                                                    |                                                    | Zygmunt I Stary ur. 1 I 1467 zm. 1 IV 1548 OO 8 II 1512 | Zygmunt I Stary ur. 1 I 1467 zm. 1 IV 1548 OO 8 II 1512 | Barbara Zápolya (ur. 1495, zm. 2 X 1515) | Barbara Zápolya (ur. 1495, zm. 2 X 1515) |  |  |  |  |
|                                                    |                                                    |                                                         |                                                         |                                          |                                          |  |  |  |  |
|                                                    |                                                    |                                                         |                                                         |                                          |                                          |  |  |  |  |
|                                                    |                                                    |                                                         |                                                         |                                          |                                          |  |  |  |  |
| Jadwiga Jagiellonka ur. 15 III 1513 zm. 7 II 1573? | Jadwiga Jagiellonka ur. 15 III 1513 zm. 7 II 1573? | Anna Jagiellonka ur. 1 VII 1515 zm. 8 V 1520            | Anna Jagiellonka ur. 1 VII 1515 zm. 8 V 1520            |                                          |                                          |  |  |  |  |